# Beschränkte Menge

Eine beschränkte Menge mit oberen und unteren Schranken.

Eine nach oben beschränkte Menge mit Supremum.

Beschränkte Mengen werden in verschiedenen Bereichen der Mathematik betrachtet. Die Menge wird dann als (nach unten oder oben) beschränkte Menge bezeichnet. Damit ist zunächst gemeint, dass alle Elemente der Menge bezüglich einer Ordnungsrelation {\displaystyle \leq } nicht unterhalb beziehungsweise nicht oberhalb einer bestimmten Schranke liegen. Genauer spricht man dann davon, dass die Menge bezüglich der Relation {\displaystyle \leq } (nach unten oder oben) beschränkt ist. Die Begriffe obere und untere Schranke werden im Artikel Supremum ausführlich beschrieben.
Viel häufiger wird der Begriff in einem übertragenen Sinn gebraucht. Dann heißt eine Menge (nach oben) beschränkt, wenn eine Abstandsfunktion {\displaystyle d} zwischen ihren Elementen, die als Wertevorrat meist die nichtnegativen reellen Zahlen hat, nur Werte nicht oberhalb einer bestimmten reellen Zahl annimmt. Hier versteht sich die Beschränktheit nach unten (nämlich durch 0) meist von selbst, daher wird hier einfach nur von einer beschränkten Menge gesprochen. Genauer müsste man sagen: Die Menge ist bezüglich der Abstandsfunktion {\displaystyle d} (und der natürlichen Anordnung von deren Wertevorrat) beschränkt.
Daneben gibt es den Begriff einer (nach oben oder unten) beschränkten Funktion. Darunter ist eine Funktion zu verstehen, deren Bildmenge (als Teilmenge einer halbgeordneten Menge) die entsprechende Eigenschaft hat oder im übertragenen Sinn: Die Menge der Bilder der Funktion hat bezüglich einer Abstandsfunktion die entsprechende Beschränktheitseigenschaft.

## Definitionen

### Beschränktheit bezüglich einer Ordnungsrelation
Sei {\displaystyle M} eine durch die Relation {\displaystyle \leq } halbgeordnete Menge und {\displaystyle S} eine Teilmenge von {\displaystyle M}.
- Ein Element {\displaystyle b\in M} heißt obere Schranke von {\displaystyle S}, wenn gilt: {\displaystyle \forall x\in S\colon x\leq b}. Das bedeutet: Alle Elemente von {\displaystyle S} sind kleiner oder gleich der oberen Schranke {\displaystyle b}. Falls eine solche obere Schranke {\displaystyle b} existiert, heißt {\displaystyle S} nach oben beschränkt (bezüglich der Relation {\displaystyle \leq }).
- Ein Element {\displaystyle a\in M} heißt untere Schranke von {\displaystyle S}, wenn gilt: {\displaystyle \forall x\in S\colon a\leq x}. Das bedeutet: Alle Elemente von {\displaystyle S} sind größer oder gleich der unteren Schranke {\displaystyle a}. Falls eine solche untere Schranke {\displaystyle a} existiert, heißt {\displaystyle S} nach unten beschränkt (bezüglich der Relation {\displaystyle \leq }).
- Eine Menge {\displaystyle S}, die in diesem Sinn sowohl nach oben als auch nach unten beschränkt ist, wird als beschränkte Menge (bezüglich der Relation {\displaystyle \leq }) bezeichnet.
- Eine Menge, die nicht beschränkt ist, heißt unbeschränkt.
- Eine Funktion {\displaystyle f\colon X\to M} in eine halbgeordnete Menge {\displaystyle M} heißt nach oben bzw. unten beschränkt, wenn in {\displaystyle M} eine obere bzw. untere Schranke für die Bildmenge {\displaystyle S=f(X)=\{f(x)\mid x\in X\}} existiert. Ist {\displaystyle f} sowohl nach oben als auch nach unten beschränkt, nennt man {\displaystyle f} beschränkt, sonst unbeschränkt.

### Übertragung auf Mengen, auf denen eine Abstandsfunktion definiert ist
Die Begriffe beschränkt und unbeschränkt, die so für eine halbgeordnete Menge definiert sind, werden nun im übertragenen Sinn auch für Mengen mit einer Abstandsfunktion verwendet, wenn die Werte, die diese Funktion annimmt, in der geordneten Bildmenge (meistens nichtnegative reelle Zahlen) die entsprechenden Schranken hat (bzw. nicht hat).

### Übertragung auf Funktionen, auf deren Wertevorrat eine Abstandsfunktion definiert ist
Sei {\displaystyle (X,d)} ein metrischer Raum und {\displaystyle N} eine beliebige Menge. Eine Funktion {\displaystyle f\colon N\to X} heißt beschränkt (bezüglich der Abstandsfunktion {\displaystyle d}), wenn die Menge {\displaystyle \left\{d(f(n_{1}),f(n_{2}))\mid n_{1},n_{2}\in N\right\}} in {\displaystyle \mathbb {R} } beschränkt ist, ansonsten ist sie unbeschränkt.

## Analysis

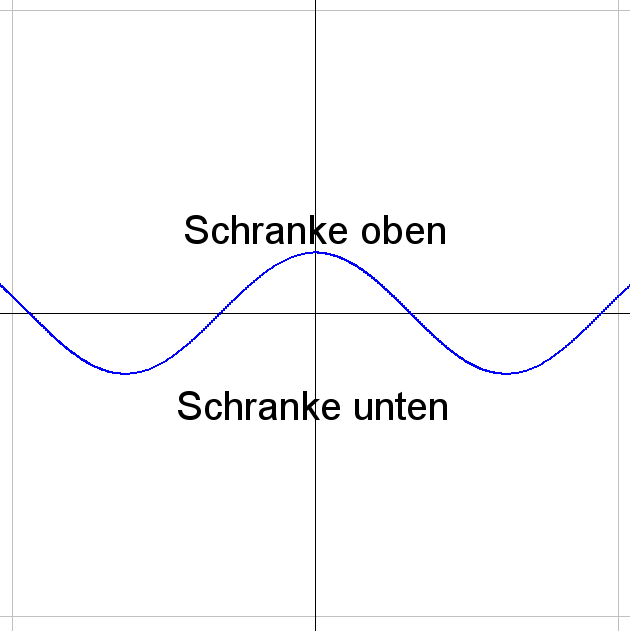
Die Bildmenge der abgebildeten Funktion ist beschränkt, damit ist auch die Funktion beschränkt.

In der Analysis heißt eine Teilmenge {\displaystyle S} der reellen Zahlen genau dann nach oben beschränkt, wenn es eine reelle Zahl {\displaystyle k}
mit {\displaystyle k\geq s} für alle {\displaystyle s} aus {\displaystyle S} gibt. Jede solche Zahl {\displaystyle k} heißt obere Schranke von {\displaystyle S}.
Die Begriffe nach unten beschränkt und untere Schranke sind analog definiert.
Die Menge {\displaystyle S} heißt beschränkt, wenn sie nach oben beschränkt und nach unten beschränkt ist.
Folglich ist eine Menge beschränkt, wenn sie in einem endlichen Intervall liegt.
Daraus ergibt sich der Zusammenhang: Eine Teilmenge {\displaystyle S} der reellen Zahlen ist genau dann beschränkt, wenn es eine reelle Zahl {\displaystyle R} gibt, so dass {\displaystyle |x|<R} für alle {\displaystyle x} aus {\displaystyle S} gilt. Man sagt dann, {\displaystyle S} läge in der offenen Kugel (d. h. einem offenen Intervall) um 0 mit Radius {\displaystyle R}.
Im Falle ihrer Existenz nennt man die kleinste obere Schranke das Supremum von {\displaystyle S}, die größte untere Schranke das Infimum.
Eine Funktion {\displaystyle f\colon X\to \mathbb {R} } heißt beschränkt auf {\displaystyle X}, wenn ihre Bildmenge {\displaystyle f(X)} eine beschränkte Teilmenge von {\displaystyle \mathbb {R} } ist.
Eine Teilmenge {\displaystyle S} der komplexen Zahlen heißt beschränkt, wenn die Beträge jedes Elementes von {\displaystyle S} eine bestimmte Schranke {\displaystyle R} nicht überschreiten. Das heißt, die Menge {\displaystyle S} ist in der abgeschlossenen Kreisscheibe {\displaystyle K_{R}(0)=\{z\in \mathbb {C} :|z|\leq R\}} enthalten. Eine komplexwertige Funktion heißt beschränkt, wenn ihre Bildmenge beschränkt ist.
Ganz entsprechend wird der Begriff in den {\displaystyle n}-dimensionalen Vektorräumen {\displaystyle \mathbb {R} ^{n}} bzw. {\displaystyle \mathbb {C} ^{n}} definiert: Eine Teilmenge dieser Räume heißt beschränkt, wenn die Norm ihrer Elemente eine gemeinsame Schranke nicht überschreitet. Diese Definition ist unabhängig von der speziellen Norm, da alle Normen in endlichdimensionalen normierten Räumen zum gleichen Beschränktheitsbegriff führen.

## Metrische Räume

Beschränkte Menge (oben) und unbeschränkte Menge (unten)

Eine Menge {\displaystyle S} aus einem metrischen Raum {\displaystyle (M,d)} heißt beschränkt, wenn sie in einer abgeschlossenen Kugel mit endlichem Radius enthalten ist, d. h. wenn ein {\displaystyle x\in M} und {\displaystyle r>0} existieren, so dass für alle {\displaystyle s} aus {\displaystyle S} gilt: {\displaystyle d(x,s)\leq r}.

## Funktionalanalysis

### Beschränkte Mengen in topologischen Vektorräumen
Eine Teilmenge {\displaystyle S} eines topologischen Vektorraums heißt beschränkt, wenn es zu jeder Umgebung {\displaystyle U} von 0 ein {\displaystyle k>0} gibt, so dass {\displaystyle S\subseteq kU} gilt.
Ist {\displaystyle E} ein lokalkonvexer Raum, so ist dessen Topologie durch eine Menge {\displaystyle {\mathcal {P}}} von Halbnormen gegeben.
Die Beschränktheit lässt sich dann wie folgt durch Halbnormen charakterisieren: {\displaystyle S\subset E} ist genau dann beschränkt, wenn {\displaystyle \textstyle \sup _{x\in S}p(x)<\infty } für alle Halbnormen {\displaystyle p\in {\mathcal {P}}}.

### Beispiele beschränkter Mengen
- Kompakte Mengen sind beschränkt.
- Die Einheitskugel in einem unendlich-dimensionalen normierten Raum ist beschränkt aber nicht kompakt.
- Sei {\displaystyle c_{00}} der Vektorraum aller endlichen Folgen, d. h. aller Folgen {\displaystyle (x_{n})_{n}}, so dass {\displaystyle x_{n}\in \mathbb {R} ,x_{n}=0} für fast alle {\displaystyle n}. Sei weiter {\displaystyle S:=\{(x_{n})_{n}\in c_{00}:|x_{n}|\leq 1\,\forall n\}}. Dann ist {\displaystyle S} bzgl. der durch {\displaystyle \textstyle \|(x_{n})_{n}\|_{\infty }=\sup _{n\in \mathbb {N} }|x_{n}|} definierten Norm beschränkt, nicht aber bzgl. der durch {\displaystyle \textstyle \|(x_{n})_{n}\|_{1}=\sum _{n\in \mathbb {N} }|x_{n}|} definierten Norm.
- Betrachtet man auf dem Raum {\displaystyle c_{00}} der endlichen Folgen des vorangegangenen Beispiels die durch die Halbnormen {\displaystyle p_{m}((x_{n})_{n}):=|x_{m}|} definierte lokalkonvexe Topologie, so ist {\displaystyle S:=\{(x_{n})_{n}\in c_{00}:|x_{n}|\leq n\,\forall n\}} beschränkt. Diese Menge ist für keine der beiden genannten Normen beschränkt.

### Permanenzeigenschaften
- Teilmengen beschränkter Mengen sind beschränkt.
- Endliche Vereinigungen beschränkter Mengen sind beschränkt.
- Der topologische Abschluss einer beschränkten Menge ist beschränkt.
- Sind {\displaystyle S} und {\displaystyle T} beschränkt, so auch {\displaystyle S+T:=\{s+t\mid s\in S,t\in T\}}.
- Eine stetige, lineare Abbildung zwischen lokalkonvexen Räumen bildet beschränkte Mengen auf beschränkte Mengen ab (siehe dazu auch: Bornologischer Raum).
- Ist {\displaystyle E} lokalkonvex, so sind die konvexe Hülle und die absolutkonvexe Hülle einer beschränkten Menge wieder beschränkt.